# 仙台貨物
仙台貨物（日语：せんだいかもつ），簡稱仙貨，是NIGHTMARE的另一個樂隊。

## 簡述
- 來自宮城縣仙台市的謎樣貨運集團，為人們帶來歡笑送來愛。於2001年9月結成。
- 本行是運輸業，主要以運送跟音樂相關聯的東西為主。
- 全員Gay設定，仙台貨物就是ナイトメア，但成員們皆不承認。

## 成員
主唱
千葉（チバ）イガグリ
勤務歴3年。所屬單位:發送部。
162cm50kg。14歳・A型。（根據官方網站的職員情報）　
據說是ナイトメア主唱YOMI的弟弟（所謂的設定）。
本名叫千葉駿。
吉他
フルフェイス（Furufeisu）・臉部癲狂
勤務歴29年。所屬單位:のほほん君。
12cm300kg。82歳・AB型。
據說是貓妖轉世
吉他
レオナルド・サティ・シュトラウス（Reonald Satty schtrouz）・天井裏の恋人
勤務歴3年。所屬單位:會計部。
173cm50kg。43歳・O型。唯一有老婆的人（家累包含眼鏡老婆、眼鏡女兒及眼鏡狗）。
秘魯市立馬吉屋皮吉屋高中畢業。
貝斯
王 珍々（ワン・チェンチェン）・暴露中國之恥
勤務歴大約3年。所屬單位:送貨員。
178cm63kg。23歳・A型。
因為是中國人所以不太會說日文（所謂的設定）。
鼓手
ギガフレア・飯桶
勤務歴5年。所屬單位:女僕養成部。類似JUNON男孩選拔那種的東西。
181cm67kg、26歳、O型。代代木動漫學院畢業。持有調理師執照。
鍵盤手
KURIHARA… 世界末日善惡決戰的戰場
所屬單位:不知哪來的

## 概要
- 主要是做音樂相關的運輸，及虧空公司之類的這種設定。
  - 平常都是6個人、在某運輸公司作為正式職員而工作。正職是運輸業，因為興趣而跨足樂團界。
  - 整身的火紅套裝是其特色。相同公司的人似乎都在為樂團做著各式各樣奇怪的事情，而且全員貌似都是同性戀。
  - 一開始是以ジョフ為中心而結成，後來ジョフ脫退導致解散危機，不過事後又安然無恙。
- 為避免造成世間對視覺系的偏見和誤解，本人們都強烈否定自己是視覺系，而自稱是貨物系。另一部分也被稱做視覺系同性戀，簡單來說就是個「迷樣的貨運公司樂團」。
- 也因此在LIVE上，粉絲會呼喊著「ワン・モア・ゲイ」等他們登台。
- 貌似曾經有次，千葉不小心叫了フルフェイス為"柩"。

- 總是非常滑稽且激烈的進行LIVE，特別是主唱千葉退場時，讓粉絲們看到全裸的背影也無所謂。八卦週刊誌FRIDAY曾以全裸演出作為新聞點來報導。

- 因為演出方式太過火的原故，所以被日比谷野外大音楽堂禁止演出

## 作品

### Single
- N.M.N ～NO MORE NAYAMIMUYO～　（2005年2月26日）

1. N.M.N
2. 紅い旋風のバラード
3. N.M.N（カラオケ）
4. 紅い旋風のバラード（カラオケ）

通販＆會場限定
- 神様もう少しだけ　（2006年7月12日）

1. 神様もう少しだけ
2. 妄想天使

- 芸スクール漢組！！／オーバーザゲインボー　（2007年10月10日）

1. 芸スクール漢組！！
2. オーバー・ザ・ゲインボー

- うまなみで。／絶交門　（2008年10月15日）

1. うまなみで。
2. 絶交門

### Album
- 送る言葉　（2004年4月1日）

1. 送る言葉
2. チバイズム～手ぬぐいを脱がさないで～
3. 珍々的愛情故事
4. サイパン
5. リュースケサンタモニカ～2年後のサイパン～
6. Samba de Carry on!

- 人生ゲイム　（2006年7月12日）

1. サタデーナイトゲイバー
2. 芸の劇場「レッスン」
3. 愛・戦士～Life is beautiful～
4. 紅い旋風のバラード
5. クリリン・マンソン
6. N.M.N～NO MORE NAYAMIMUYOU～
7. 芸の劇場「酒場にて」
8. カントリーボーイ
9. トリプル☆ニート
10. 男たちの晩夏

- 凸～デコ～　（2009年10月28日）

### DVD
- ゲイのから騒ぎ　（2005年2月23日）

收錄2004年8月23日LIVE@SHIBUYA O-west
- 芸リンピック　（2005年10月5日）

收錄2005年3月4日LIVE@恵比寿リキッドルーム
- トゥアー人生ゲイム　（2007年8月8日）

收錄2006年8月10日LIVE@SHIBUYA-AX
- トゥアー2007教師ぎんぎん物語@日比谷野外大音楽堂　（2008年11月5日）

收錄2007年10月21日LIVE@比谷野外大音楽堂
- ライブ＆フィルムトゥアー2008　うまなみで。（2009年9月9日）
- ライブ2008「絶黄門」（2009年10月28日）

### Demo Tape
- キムチ　（2002年4月27日）
- サイパン　（2002年7月21日）

### OmnibusCD
- 東北六県ロール！　（2003年10月22日）

サイパン
- CANNONBALL vol.1　（2004年2月25日）

チバイズム～手ぬぐいを脱がさないで～
リュースケサンタモニカ～2年後のサイパン～
- Jingle All the Way！　（2007年11月28日）

Jingle All the GAY！

## 出演
- 主音千葉擔任「ギリシャ神話」第八話的廣播劇演員。